# Sinesi Escolàstic
Sinesi Escolastic (en llatí Synesius Scholasticus en grec Συνέσιος) va ser un escriptor romà d'Orient d'origen fenici. Va florir una mica abans de la destrucció de la ciutat de Beirut per un terratrèmol l'any 551.
A l'Antologia grega, a més dels epigrames del conegut Sinesi de Cirene hi figura un epigrama sobre una estàtua d'Hipòcrates, que es considera obra seva.